# Linha do Marco de Canaveses

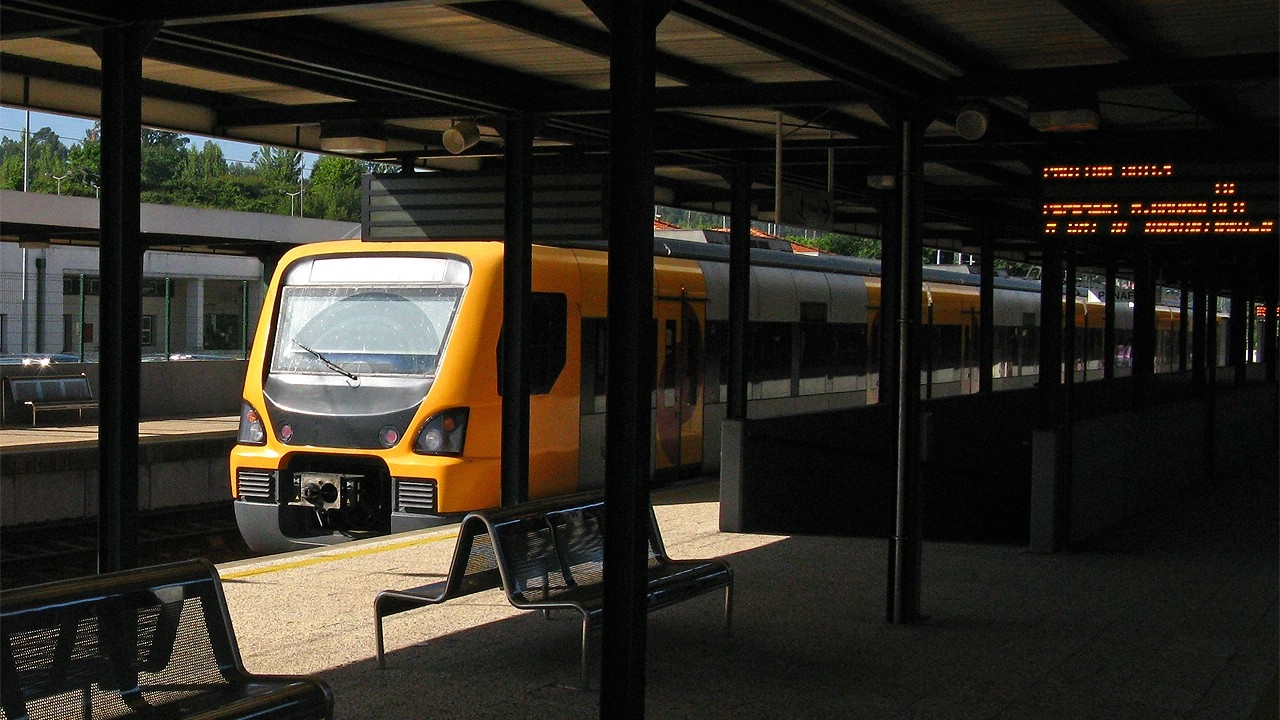
CP3400 em Penafiel

A Linha do Marco de Canaveses, anteriormente Linha de Caíde, é um dos quatro serviços da rede de comboios suburbanos da CP Urbanos do Porto, no Grande Porto, Portugal, com circulações entre Porto-São Bento e Marco de Canaveses, usando a Linha do Douro e parte da Linha do Minho. É representada a azul nos diagramas dos serviços da CP Porto.

## Estações
Desde a estação de Porto-São Bento até à estação de Ermesinde, o serviço “Linha do Marco de Canaveses” circula em conjunto com o serviço “Linha de Braga” e “Linha de Guimarães” excluindo a “Linha de Aveiro” que vai até Porto-Campanhã.